# Tibor Galambos (Leichtathlet)
Tibor Galambos (* 21. November 1991 in Budapest) ist ein ungarischer Leichtathlet, der im Weit- und Dreisprung antritt und auch im Zehnkampf an den Start geht.

## Sportliche Laufbahn
Erste internationale Erfahrungen sammelte Tibor Galambos im Jahr 2013, als er bei den U23-Europameisterschaften in Tampere im Dreisprung mit einer Weite von 15,69 m in der Qualifikation ausschied. 
In den Jahren von 2012 bis 2015 und von 2017 bis 2020 wurde Galambos ungarischer Meister im Dreisprung sowie 2015 und 2020 auch im Weitsprung und 2014, 2015 und 2020 im Zehnkampf. In der Halle siegte er 2014, von 2016 bis 2018 und 2020 im Dreisprung, 2016 und 2018 im Weitsprung und 2020 auch im Hallensiebenkampf.

## Persönliche Bestleistungen
- Weitsprung: 7,65 m (+0,3 m/s), 19. August 2017 in Budapest
  - Weitsprung (Halle): 7,50 m, 18. Februar 2018 in Budapest
- Dreisprung: 16,20 m (+1,2 m/s), 10. September 2017 in Székesfehérvár
  - Dreisprung (Halle): 15,88 m, 20. Februar 2016 in Budapest
- Zehnkampf: 6999 Punkte, 21. September 2014 in Székesfehérvár
  - Siebenkampf (Halle): 5178 Punkte, 16. Februar 2020 in Budapest